# Bjarne Mädel

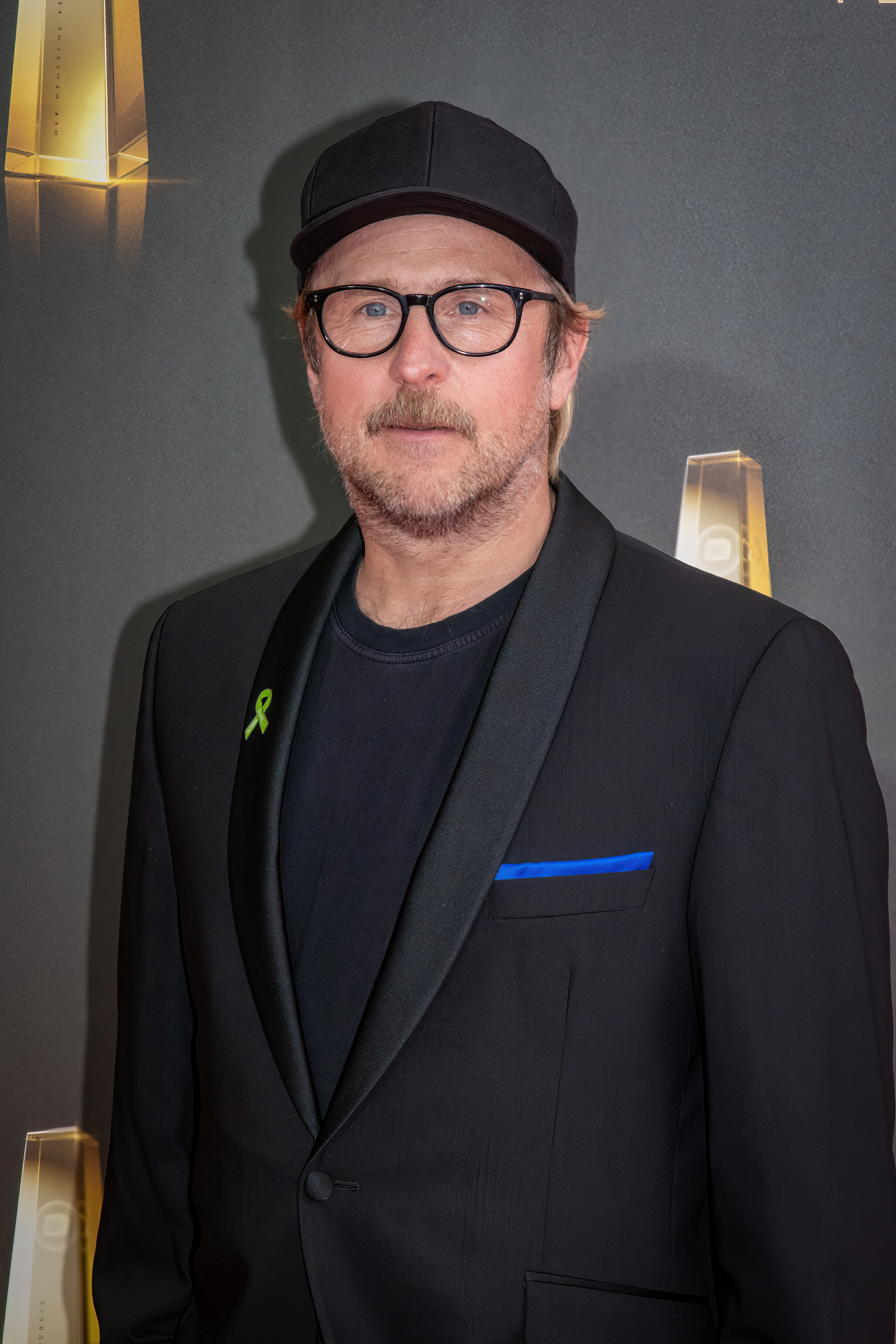
Bjarne Mädel, 2021

Bjarne Ingmar Mädel (* 12. März 1968 in Hamburg) ist ein deutscher Schauspieler, Hörspielsprecher und Regisseur. Seinen Durchbruch hatte er 2004/2005 durch die Figur des Berthold „Ernie“ Heisterkamp in der Comedy-Serie Stromberg. Einem breiten Fernsehpublikum wurde er durch seine Hauptrollen in den Serien Mord mit Aussicht und Der Tatortreiniger bekannt.

## Leben

### Frühe Jahre und Ausbildung
Seine Kindheit verbrachte Mädel in Reinbek, Schleswig-Holstein. Als Jugendlicher lebte er eineinhalb Jahre in Nigeria in einer Gated Community, weil sein Vater dort als Bauingenieur arbeitete. Als 17-Jähriger arbeitete er einen Sommer lang im Hamburger Hafen. Er besuchte das Luisen-Gymnasium Bergedorf und erlangte sein Abitur am Burggymnasium Friedberg. In Kalifornien war er zunächst Bauarbeiter und studierte dann an der University of Redlands Weltliteratur und Kreatives Schreiben und jobbte u. a. als Putzmittelvertreter.
Nach dem Studium der Theaterwissenschaft und der Literatur an der Universität Erlangen erlernte Mädel von 1992 bis 1996 den Beruf des Schauspielers an der Hochschule für Film und Fernsehen „Konrad Wolf“ in Potsdam-Babelsberg. Es folgte ein Engagement am Volkstheater Rostock von 1996 bis 1999. Danach war er fünf Jahre Ensemblemitglied am Schauspielhaus Hamburg (2000–2005).

### Film und Fernsehen

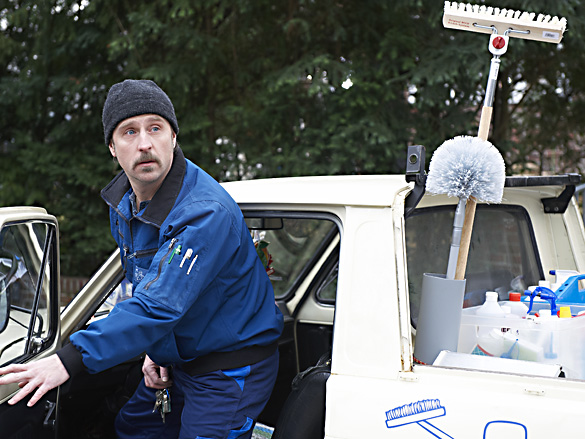
Bjarne Mädel als Schotty in Der Tatortreiniger

Bjarne Mädel gab sein Filmdebüt unter der Regie von Oren Schmuckler in einer Nebenrolle als Tourist in dem Spielfilm Und tschüss! – Ballermann Olé der RTL-Serie Und tschüss!. In der Folgezeit übernahm er Gastrollen in Serien wie Für alle Fälle Stefanie, Adelheid und ihre Mörder und Bella Block. Seinen Durchbruch hatte er 2004/2005 durch die Figur des Berthold „Ernie“ Heisterkamp in der Comedy-Serie Stromberg. Im Zuge des Erfolgs bekam er von dem Stromberg-Autor Ralf Husmann mit Der kleine Mann eine eigene Comedy-Serie auf den Leib geschneidert. Die Serie lief ab März 2009 auf ProSieben. Nach Abschluss der Dreharbeiten der vierten Staffel von Stromberg Ende Mai 2009 folgte für Mädel der Dreh der zweiten Staffel von Mord mit Aussicht (ARD). 2013 verkörperte Mädel bei den Dreharbeiten zu Stromberg – Der Film bislang letztmals die Rolle des Berthold „Ernie“ Heisterkamp.
Von 2008 bis 2014 spielte er an der Seite von Caroline Peters, Meike Droste und Petra Kleinert in der Krimiserie Mord mit Aussicht den Polizeiobermeister Dietmar Schäffer. Von 2011 bis 2018 übernahm er in der Serie Der Tatortreiniger die Hauptrolle des Heiko „Schotty“ Schotte, eines Hamburger Tatortreinigers, der die Spuren und Rückstände menschlicher Leichen beseitigt. Regie zu dieser Serie führte der Stromberg-Regisseur Arne Feldhusen.
2018 spielte Mädel die Hauptrolle im Musikvideo Ich warte auf dich aus dem Album Alles ist jetzt von Sänger Bosse.
2019 verkörperte Mädel an der Seite von Henry Hübchen in der beim Festival des deutschen Films uraufgeführten Krimiromanverfilmung Tage des letzten Schnees die Hauptrolle des Hamburger Bankers Markus Sellin. 2020 erhielt er für diese Rolle den Publikumspreis des „Deutschen Fernseh Krimifestivals“.
2020 und 2022 führte Mädel in den NDR-Filmen Sörensen hat Angst und Sörensen fängt Feuer Regie und übernahm auch die Hauptrolle als Kriminalhauptkommissar Sörensen.
2021 hatte Mädel einen Auftritt im Noise-Musikvideo aus dem Album Dunkel der Band Die Ärzte.
Neben seinen Arbeiten vor und hinter der Kamera betätigte er sich als Synchronsprecher in dem Comedy-Thriller Sightseers und las als Hörspielsprecher zahlreiche Hörspiel- und Hörbuchproduktionen ein.

### Politisches Engagement
Anlässlich des Klimagipfels 2009 trat Mädel im Kurzfilm Die Rechnung von Germanwatch auf, der die Auswirkungen der Klimakrise auf den globalen Süden problematisiert.
Zum Weltfrauentag 2021 beteiligte sich Mädel bei einem Videoprojekt von Bündnis 90/Die Grünen und warb indirekt für eine grüne Regierungsbeteiligung.
2022 warb Mädel für die Initiative „Africrooze“, die elektrische Fahrräder in afrikanischen Ländern zur Verfügung stellt, um dort eine Mobilitätswende zu fördern. Seit 2019 ist Mädel Botschafter dieses „African e-bike Projekts“.
Bjarne Mädel beteiligte sich außerdem ehrenamtlich als Rezitator am Erinnerungsprojekt zum Juden Curt Bloch, der in der Zeit von 1942 bis 1945 in den Niederlanden untergetaucht war und im Versteck über 490 Gedichte schrieb.

### Privates
Bjarne Mädel ist Anhänger des Hamburger SV, was in der Darstellung der Titelfigur Schotty in Der Tatortreiniger aufgegriffen wird, da dieser auch leidenschaftlicher HSV-Fan ist und in mehreren Folgen auch einen blau-weiß-schwarzen Fanschal trägt. Er lebt in Berlin-Kreuzberg.
2011 erschien im Kiepenheuer & Witsch Verlag sein Gedichtband Glück reimt sich nicht auf Leben: Na ja, so ist das eben.

## Filmografie (Auswahl)

### Spielfilme
- 2003: Königskinder (Fernsehfilm)
- 2006: 37 ohne Zwiebeln (Kurzfilm)
- 2006: Die Könige der Nutzholzgewinnung (Kino)
- 2006: Donna Leon – Das Gesetz der Lagune (Fernsehfilm)
- 2006: Die Tote vom Deich
- 2007: Partnertausch (Fernsehfilm)
- 2007: Meine schöne Bescherung (Kino)
- 2007: Niete zieht Hauptgewinn
- 2008: Grenzland (Grenzland – Przyjaźń) (Kurzfilm)
- 2008: Die Schimmelreiter (Kino)
- 2009: Butter bei die Fische
- 2011: Fischer fischt Frau
- 2012: Schief gewickelt (Fernsehfilm)
- 2012: Kreutzer kommt … ins Krankenhaus (Cameo-Auftritt als Elektriker)
- 2012: Nägel mit Köppen
- 2013: Mord nach Zahlen (Fernsehfilm)
- 2014: Stromberg – Der Film (Kino)
- 2014: Die Toten von Hameln (Fernsehfilm)
- 2014: bestefreunde (Kino)
- 2015: Ein Mord mit Aussicht (Fernsehfilm)
- 2016: 24 Wochen (Kino)
- 2016: Wer aufgibt ist tot (Fernsehfilm)
- 2016: Robbi, Tobbi und das Fliewatüüt (Kino)
- 2016: Unsere Zeit ist jetzt (Kino)
- 2016: Wellness für Paare (Fernsehfilm)
- 2017: Timm Thaler oder das verkaufte Lachen (Kino)
- 2017: Magical Mystery oder: Die Rückkehr des Karl Schmidt (Kino)
- 2017: Es war einmal Indianerland (Kino)
- 2018: 1000 Arten Regen zu beschreiben (Kino)
- 2018: Gundermann (Kino)
- 2018: Was uns nicht umbringt (Kino)
- 2018: 25 km/h (Kino)
- 2019: Tage des letzten Schnees (Fernsehfilm)
- 2020: Der Überläufer (Fernsehfilm)
- 2020: Faking Bullshit (Kino)
- 2021: Ferdinand von Schirach: Feinde (Fernsehfilm)
- 2021: Sörensen hat Angst (Fernsehfilm)
- 2021: Geliefert (Fernsehfilm)
- 2022: Buba
- 2023: Sörensen fängt Feuer (Fernsehfilm)
- 2025: Prange -Man ist ja Nachbar (Fernsehfilm)
- 2025: Stromberg -Wieder alles wie immer (Kino)

### Fernsehserien und -reihen
- 1999: Für alle Fälle Stefanie (1 Folge)
- 2001: Alphateam – Die Lebensretter im OP (1 Folge)
- 2002: Der Ermittler (1 Folge)
- 2003: Adelheid und ihre Mörder (1 Folge)
- 2004–2012: Stromberg (46 Folgen)
- 2005: Bella Block: … denn sie wissen nicht, was sie tun
- 2005: SOKO Wismar (1 Folge)
- 2006: Donna Leon (1 Folge)
- 2007: Tatort: Das namenlose Mädchen
- 2007: Tatort: Schwelbrand
- 2008–2014: Mord mit Aussicht (39 Folgen)
- 2009: Der kleine Mann (8 Folgen)
- 2009: Polizeiruf 110: Klick gemacht
- 2009: Löwenzahn (Themenfolge Elektrischer Strom)
- 2010: Küstenwache (1 Folge)
- 2010: Einsatz in Hamburg (1 Folge)
- 2010: Der Dicke (1 Folge)
- 2011–2018: Der Tatortreiniger (31 Folgen)
- 2012, 2019, 2021: Dittsche
- 2017: Bruder – Schwarze Macht
- 2019: How to Sell Drugs Online (Fast) (6 Folgen)
- 2020: Tatort: Das Team
- 2020: Unterleuten – Das zerrissene Dorf
- 2021: Check Check (1 Folge)
- 2021–2022: Kranitz – Bei Trennung Geld zurück (2 Staffeln)
- 2023: Wir können auch anders (6 Folgen)
- 2023: Last Exit Schinkenstraße (1 Folge)
- 2024: Warum ich? (2 Folgen)
- 2025: Das MANKO (2 Folgen)

## Hörspielproduktionen
- 2008: Herr Lehmann (Regener), der hörverlag, Regie: Sven Stricker
- 2009: Der Kleine Bruder (Regener), der Hörverlag, Regie: Sven Stricker
- 2009: Bitterer Ernst (Huch), WDR, Regie: Burkhard Ax
- 2009: Mann Tut Was Mann Kann (Rath), argon, Regie: Dirk Schwibbert
- 2010: Da Muss Mann Durch (Rath), argon, Regie: Sven Stricker
- 2010: Radio Tatort (Herrmann), NDR/ARD, Regie: Sven Stricker
- 2011: Was Will Mann Mehr (Rath), argon, Regie: Sven Stricker
- 2011: Dinge die wir heute sagten (Judith Zander), DAV, Regie: Ralph Schäfer
- 2011: Glück Reimt Sich Nicht Auf Leben (Mädel), argon, Regie: Sven Stricker
- 2011: Grüne Lunge.Breites Pflaster (Hensel), RBB, Regie: Sven Stricker
- 2012: Karl Konrads Heimliches Afrika: (Beckerhoff), HörbucHHamburg, Regie: Margrit Osterwold
- 2012: Böses Ende (Stricker), Psychothriller GmbH, Regie: Sven Stricker
- 2013: Rote Grütze Mit Schuss (Koch), DAV, Regie: Sven Stricker
- 2014: Mordseekrabben (Koch), DAV, Regie: Sven Stricker
- 2014: Bis auf die Knochen (Div.), Random House, Live-Mitschnitt lit.Cologne
- 2015: Umweg Nach Hause (Evison), Random House, Regie: Sven Stricker
- 2015: Der katholische Bulle (Mc Kinty), NDR, Regie: Sven Stricker
- 2017: Die Mumins – Eine drollige Gesellschaft (Tove Jansson), ARENAaudio, Regie: Sven Stricker
- 2017: Gray (Leonie Swann), der Hörverlag, Regie: Sven Stricker
- 2017: Die Mumins – Herbst im Mumintal (Tove Jansson), ARENAaudio, Regie: Sven Stricker
- 2018: Die Mumins – Geschichten aus dem Mumintal (Tove Jansson), ARENAaudio, Regie: Sven Stricker
- 2018: Sörensen hat Angst, Kriminalhörspiel (Sörensen), Produktion: Deutschlandfunk Kultur, Regie: Sven Stricker
- 2019: Na Dann Gute Nacht! – Das langweiligste Hörbuch der Welt (McCoy / Hardwick), der Hörverlag, Regie: Harald Krewer
- 2019: Sörensen fängt Feuer,(Sven Stricker), Deutschlandfunk Kultur, Regie: Sven Stricker
- 2019: Post von Karlheinz, (Hasnain Kazim), der Hörverlag, Regie: Harald Krewer
- 2020: Die Yogalehrerin (Willi), Regie: Jan Böhmermann und Olli Schulz
- 2020: Supermarkt, (Anne Krüger), hr2-Kultur, Regie: Andrea Getto
- 2020: Der große Olli Schulz Adventskalender – Türchen 24: Die Nacht vor Heiligabend (Weihnachtsmann), Spotify, Regie: Olli Schulz
- 2021: Sörensen am Ende der Welt, (Sven Stricker), Deutschlandfunk Kultur, Regie: Sven Stricker
- 2021: Kreuz und quer Piraten hinterher, (Arne Köhler), Hr2 Kultur / NDR, Regie: Hans Helge Ott
- 2022: Tante Ernas Letzter Tanz, (Markus Orths), DAV, Regie: Sven Stricker
- 2022: Grëul, Fantasy-Hörspiel-Serie, (Kummer/Linscheid), WDR, Regie: Stuart Kummer
- 2022: Der große Olli Schulz Adventskalender – Türchen 18, Irma oder der Sieg über die Jahreszeiten, (Bjarne Mädel), Spotify, Regie: Bjarne Mädel
- 2023: Die Trottels, (Roald Dahl), der Hörverlag, Regie: Sven Stricker
- 2023: Zwei Herren von Real Madrid, (Leo Meier), SWR Kultur, Regie: Ulrich Lampen
- 2023: Sörensen sieht Land, (Sven Stricker), Deutschlandfunk Kultur, Regie: Sven Stricker
- 2023: Pembo-Halb und halb macht doppelt glücklich, (Ayse Bosse), WDR5, Regie: Martin Zylka
- 2023: Bin nebenan – Monologe für zuhause, (Ingrid Lausund), speak low, Regie: Bjarne Mädel
- 2023: Der Pastor und das letzte Hemd, (Markus Orths), DAV, Regie: Sven Stricker
- 2024: GRЁUL 2 – Die Legende lebt, (Edgar Linscheid und Stuart Kummer), WDR, Regie: Stuart Kummer
- 2024: Sörensen macht Urlaub, (Sven Stricker), Deutschlandfunk Kultur, Regie: Sven Stricker
- 2024: Am Schlick – Krimi-Hörspielserie von Marcel Raabe und Lars Werner, NDR 2024, Regie: Janine Lüttmann[19]

## Veröffentlichungen
- Glück reimt sich nicht auf Leben: Na ja, so ist das eben. Kiepenheuer & Witsch, Köln 2011. ISBN 978-3-462-04316-7.

## Auszeichnungen
- 1995: Förderpreis für Schauspielstudenten des Bundesministers für Bildung, Wissenschaft, Forschung und Technologie der Bundesrepublik Deutschland für darstellerische Leistungen in Die Kannibalen von George Tabori und Die Zoogeschichte von Edward Albee im Rahmen des Max-Reinhardt-Preises
- 2008: Ohrkanus für besondere Leistungen im Bereich der Hörspiel- und Hörbuchproduktion in der Kategorie Bester Sprecher in einer Nebenrolle als Karl in Sven Regeners Herr Lehmann[20]
- 2009: Nominierung für den Bayerischen Fernsehpreis für seine Rolle in der Fernsehserie Der kleine Mann
- 2012: Grimme-Preis als Darsteller für die Serie Der Tatortreiniger[21]
- 2012: Nominierung für den Bayerischen Fernsehpreis für seine Rolle in der Fernsehserie Der Tatortreiniger
- 2012: Nominierung für den Deutschen Fernsehpreis 2012 als Bester Schauspieler für seine Rolle in Der Tatortreiniger[22]
- 2012: Deutscher Comedypreis als bester Schauspieler
- 2013: Grimme-Preis für seine Rolle in Der Tatortreiniger[23]
- 2013: Gold (Comedy-Award) für Der Tatortreiniger[24]
- 2014: Nominierung für den Deutschen Comedypreis
- 2014: Artist Award Video Champion
- 2015: Jupiter Award, Bester TV-Darsteller National
- 2015: Quotenmeter Fernsehpreis, Bester Hauptdarsteller in einer Reihe oder Serie
- 2015: Nominierung für den Deutschen Comedypreis als bester Schauspieler
- 2016: Quotenmeter Fernsehpreis, Bester Hauptdarsteller in einer Reihe oder Serie
- 2017: Quotenmeter Fernsehpreis, Bester Hauptdarsteller in einem Fernsehfilm Wer aufgibt ist tot
- 2017: Deutscher Schauspielerpreis, Bestes Ensemble für Wellness für Paare
- 2018: Quotenmeter Fernsehpreis, Bester Nebendarsteller in einer Reihe oder Serie Bruder-Schwarze Macht
- 2018: Deutscher Menschenrechts-Filmpreis für Der Tatortreiniger, Folge Sind Sie sicher
- 2019: Ernst-Lubitsch-Preis zusammen mit Lars Eidinger für ihre Rollen in 25 km/h[25]
- 2019: Spotlight Award in Acting, Berlin & Beyond Filmfestival San Francisco
- 2019: Quotenmeter Fernsehpreis, Bester Nebendarsteller in einer Reihe oder Serie How to sell drugs online (fast)
- 2019: Preis für Schauspielkunst beim Festival des deutschen Films
- 2019: Deutscher Schauspielpreis in der Kategorie Bester Schauspieler in einer komödiantischen Rolle für  Der Tatortreiniger[26]
- 2019: Bambi – Schauspieler National für How to Sell Drugs Online (Fast), 25 km/h und Was uns nicht umbringt
- 2019: Bayerischer Filmpreis, Bester Darsteller 25 km/h
- 2020: Grimmepreis für How to Sell Drugs Online (Fast)
- 2020: Publikumspreis Deutsches Fernseh Krimifestival für Tage des letzten Schnees
- 2021: Romy in der Kategorie Bester Film TV/Stream für Sörensen hat Angst[27]
- 2021: Publikumspreis und Hauptpreis der Jury Deutsches Fernseh Krimifestival für Sörensen hat Angst
- 2021: Nominierung als bester Schauspieler beim Deutschen Fernsehpreis 2021 für seine Rolle in Sörensen hat Angst
- 2021: Quotenmeter Fernsehpreis, Bester Darsteller eines Fernsehfilms für seine Rolle in Sörensen hat Angst
- 2021: Quotenmeter Fernsehpreis, Bester Fernsehfilm für Sörensen hat Angst
- 2021: 3sat Publikumspreis beim Fernsehfilm Festival Baden-Baden für Sörensen hat Angst
- 2022: Jupiter Award Bester Film für Feinde – Gegen die Zeit
- 2022: Grimme-Preis als Schauspieler für seine Rolle in Geliefert
- 2022: Grimme-Preis Schauspiel für seine Rolle in Sörensen hat Angst
- 2022: Grimme-Preis Regie für Sörensen hat Angst
- 2023: Fair Film Award Fiction für Sörensen fängt Feuer
- 2023: Produzentenpreis Filmfest Hamburg an Claussen/Putz für Sörensen fängt Feuer
- 2023: Marketing for Future Award Gold für das Format Wir können auch anders
- 2023: Televisionale Baden Baden Sonderpreis der Jury / Herausragende schauspielerische Leistung Ensemble für Sörensen fängt Feuer
- 2023: 3sat Publikumspreis beim Fernsehfilm Festival / Visionale Baden Baden für Sörensen fängt Feuer
- 2023: Preis der Deutschen Schallplattenkritik und hr2-Hörbuch-bestenliste für Bin nebenan-Monologe für zuhause
- 2024: Nominierung Grimmepreis für Sörensen fängt Feuer
- 2024: Jupiter Award Bester Darsteller TV und Streaming
- 2024: Quotenmeter Fernsehpreis, Bester Darsteller eines Fernsehfilms für seine Rolle in Sörensen fängt Feuer
- 2024: Quotenmeter Fernsehpreis, Bester Fernsehfilm für Sörensen fängt Feuer
- 2024: Deutscher Schauspielpreis Bestes Duo mit Katrin Wichmann für Sörensen fängt Feuer[28]